# Lycaena vanduzeei
Lycaena vanduzeei är en fjärilsart som beskrevs av Gunder 1927. Lycaena vanduzeei ingår i släktet Lycaena och familjen juvelvingar. Inga underarter finns listade i Catalogue of Life.